# 棋盘洲长江公路大桥
棋盘洲长江公路大桥是位于湖北省的一座悬索桥，横跨长江，连接黄石市阳新县和黄冈市蕲春县，是  蕲嘉高速的过江通道。
项目起点位于阳新县太子镇东北，顺接在建的棋盘洲长江公路大桥连接线大冶至阳新段，经金海开发区、韦源口镇、棋盘洲港区上游，跨过江后在黄冈蕲春县管窑镇登陆，跨赤西湖。终点在红旗岗与  沪渝高速相交。路线全长22.237公里，其中黄石侧接线14.247公里，长江大桥3.728公里，黄冈侧接线4.262公里。
桥梁采用双塔单跨钢箱梁悬索桥，主跨长1038米。桥梁全线按高速公路标准建设，其中自项目起点至新港互通主线按4车道高速公路标准建设，自新港互通至项目终点按6车道高速公路标准建设。设计车速100公里/小时。大桥建设期4年，于2015年9月获批建设，并于2016年12月31日动工兴建，2021年9月17日正式通车，总投资39.86亿元人民币。